# Kreuzweg zur Bergkirche (Laudenbach)

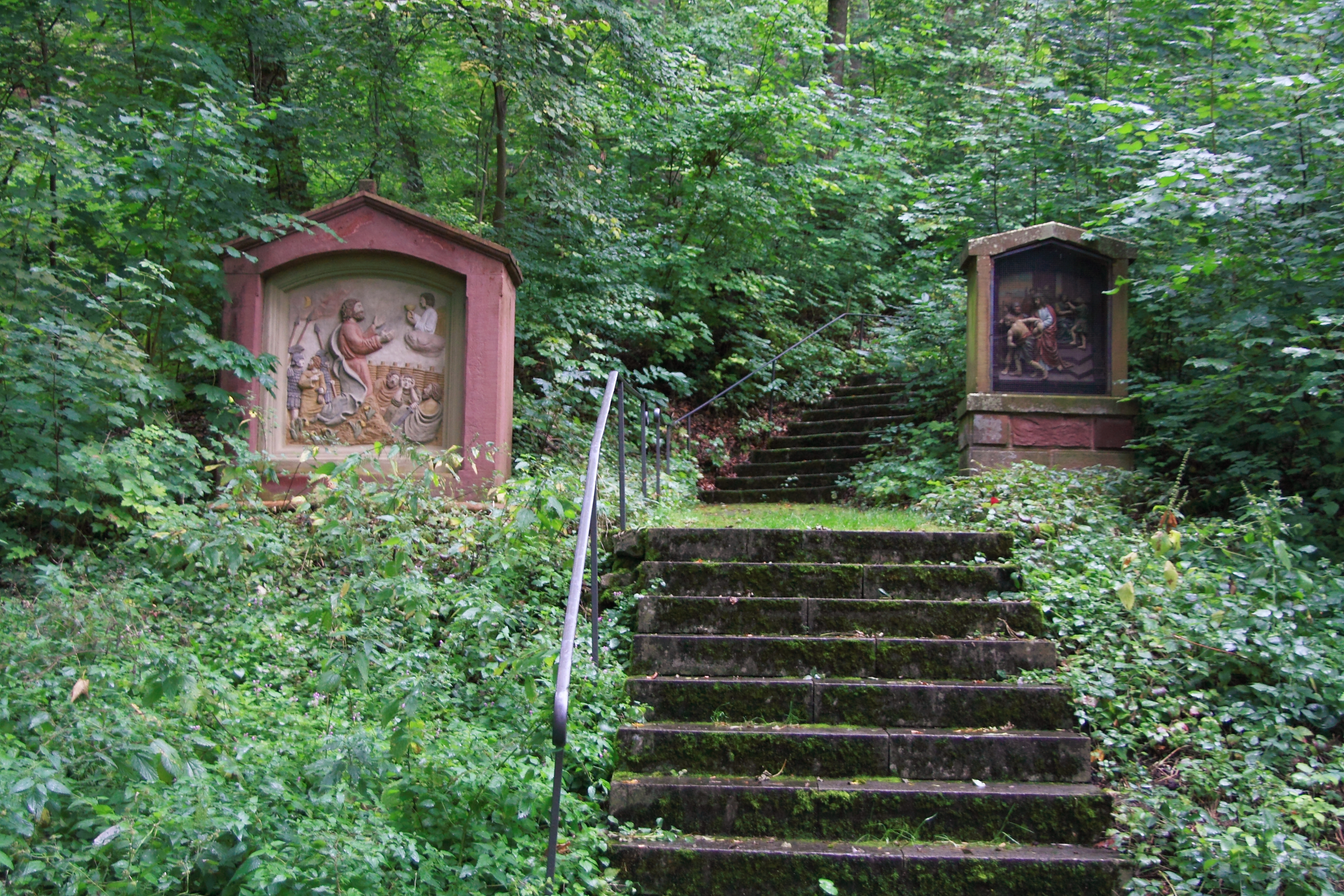
Beginn des Laudenbacher Kreuzweges zur Bergkirche

Der Kreuzweg zur Bergkirche in Laudenbach, einem Stadtteil von Weikersheim im Main-Tauber-Kreis in Baden-Württemberg, befindet sich am Ortsrand und führt zur Bergkirche Laudenbach hinauf. Der Freilandkreuzweg steht unter Denkmalschutz.

## Geschichte
Die Genehmigung, Kreuzwegstationen entlang der Bergstaffel mit 255 Stufen auf herrschaftlichem Grund aufzustellen, erhielt die katholische Kirche im Jahr 1878. Daraufhin wurden „14 gute Reliefbilder aus Papiermaché, gefertigt zu Dijon in Frankreich“, an der Staffel aufgestellt. Auf der Höhe der fünften Station befindet sich außerdem ein Bildstock aus dem Jahr 1609, dessen Inschrift darauf hinweist, dass der Würzburger Vogt Valentin Gering die Staffel befestigen und den Bildstock aufstellen ließ, und um Gebet für Gering bittet.

## Kreuzwegstationen
Der Laudenbacher Kreuzweg umfasst die folgenden 14 Stationen:

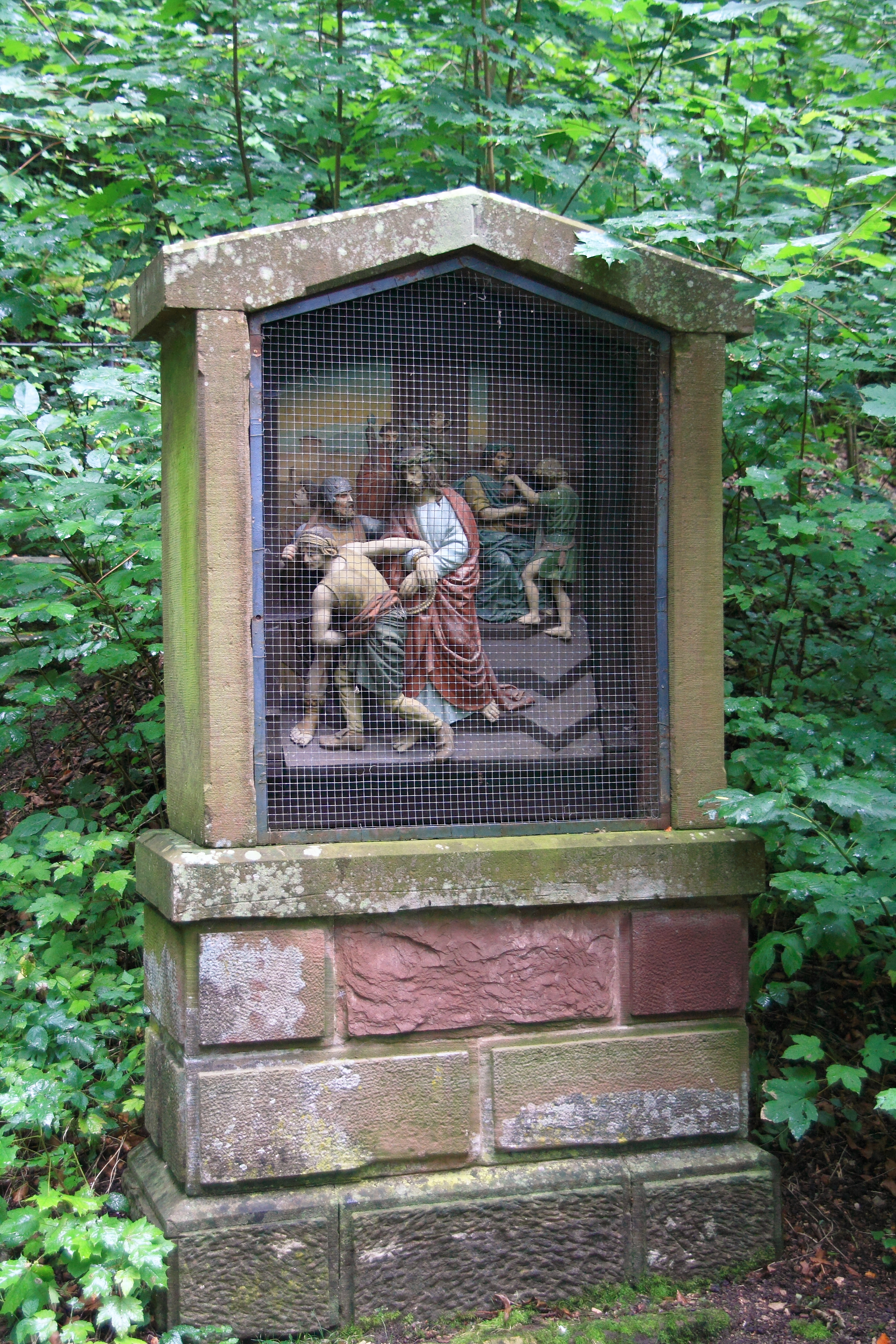
I. Jesus wird zum Tode verurteilt
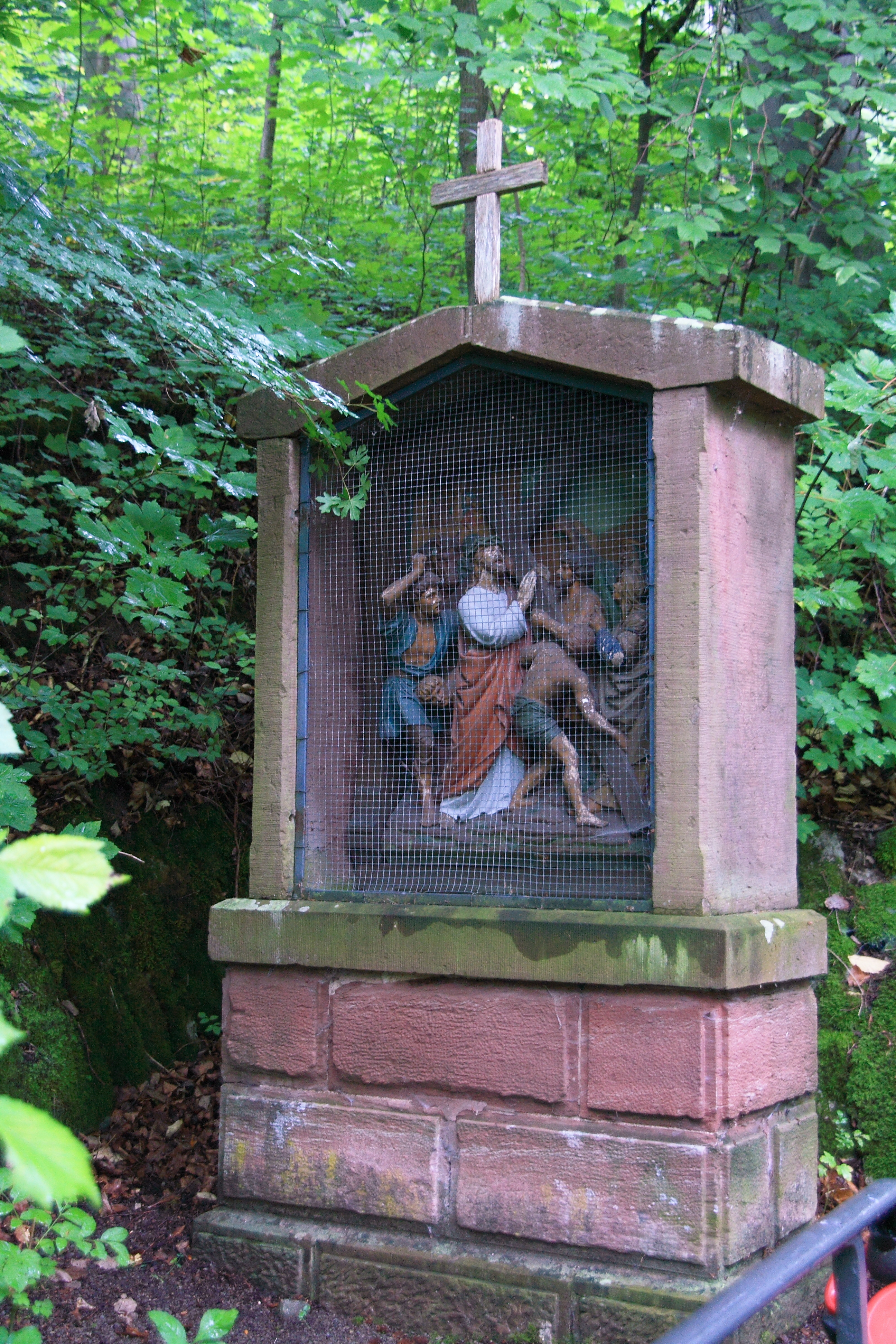
II. Jesus nimmt das Kreuz auf seine Schultern
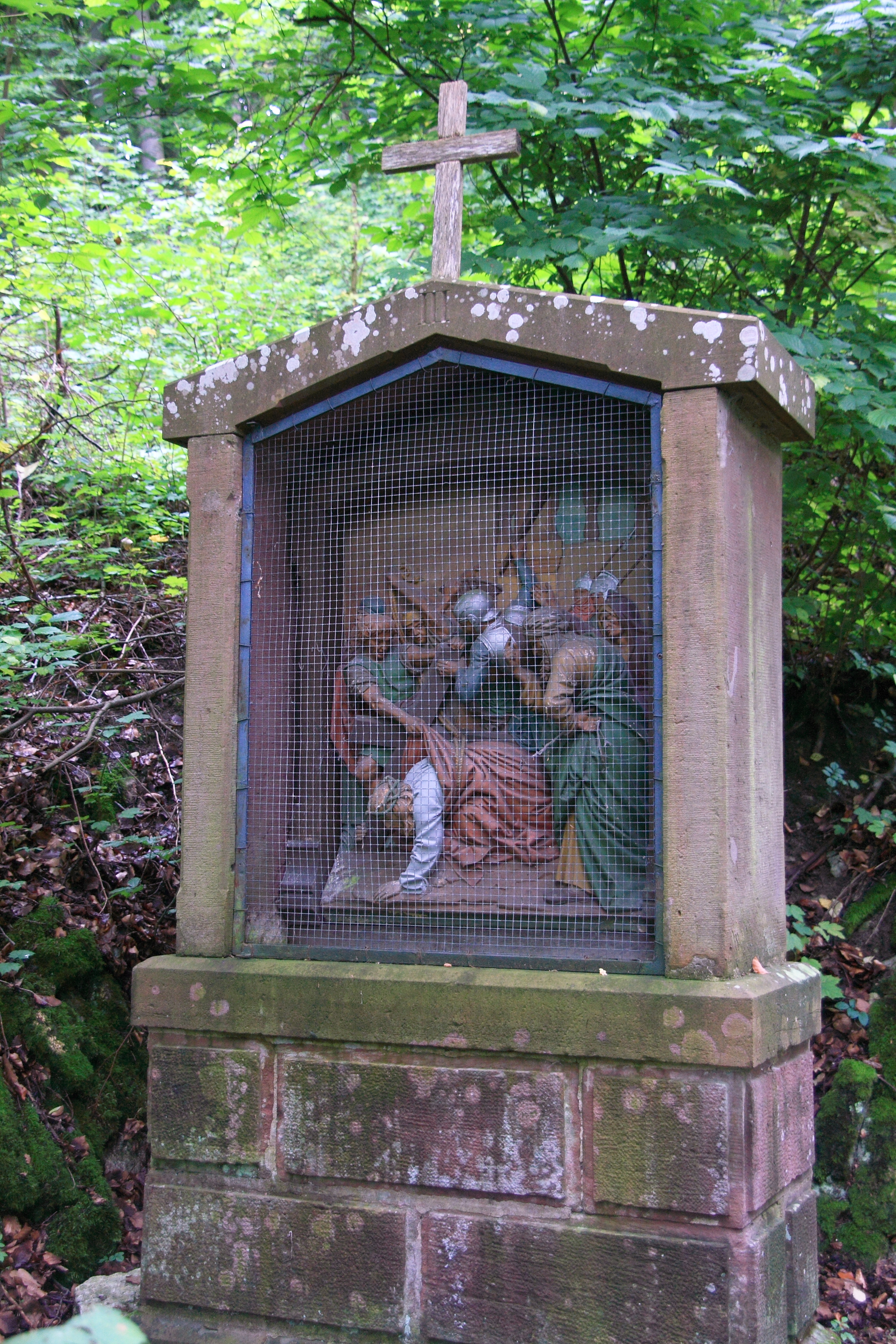
III. Jesus fällt zum ersten Mal unter dem Kreuze
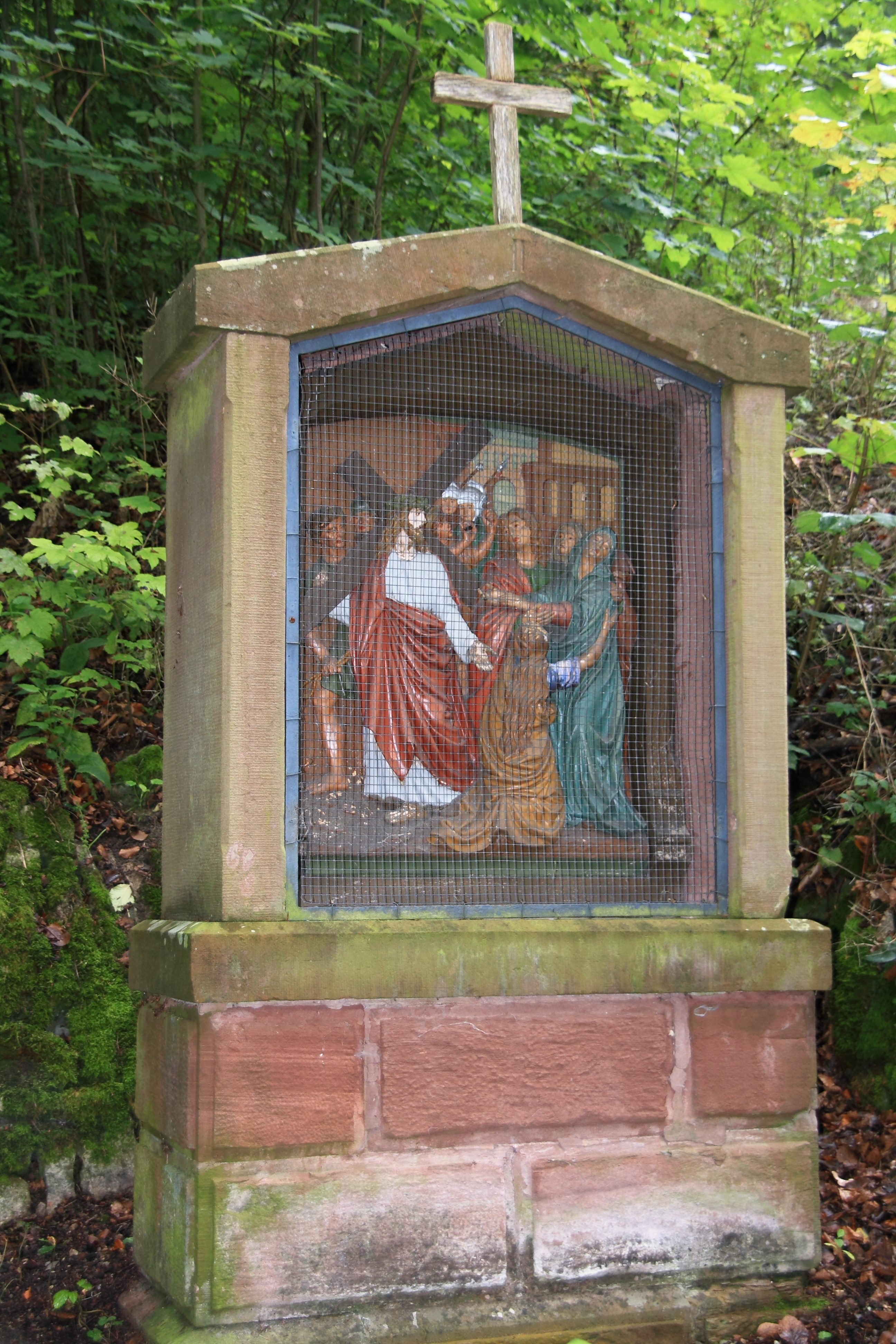
IV. Jesus begegnet seiner hl. Mutter
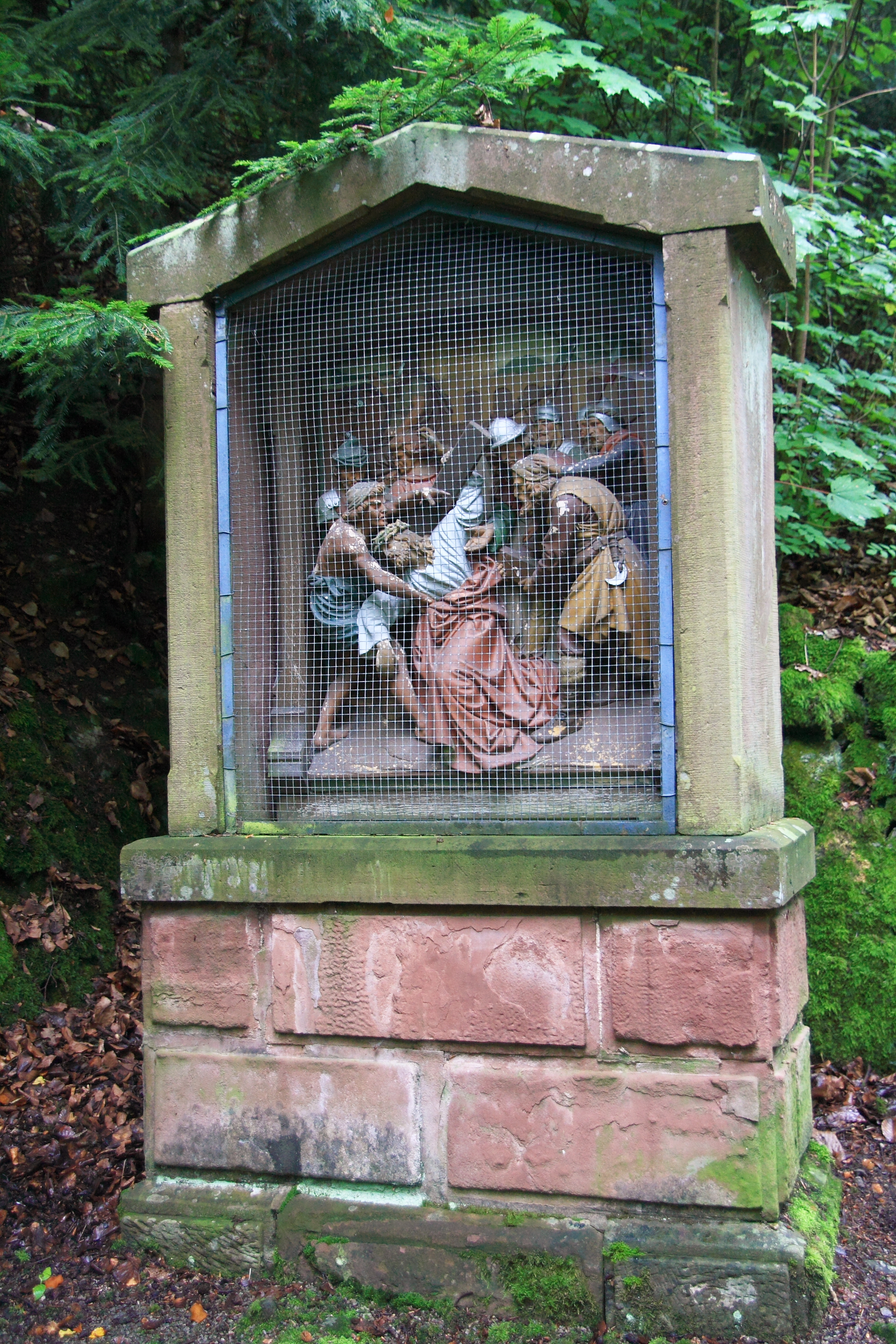
V. Simon von Cyrene hilft Jesus das Kreuz tragen
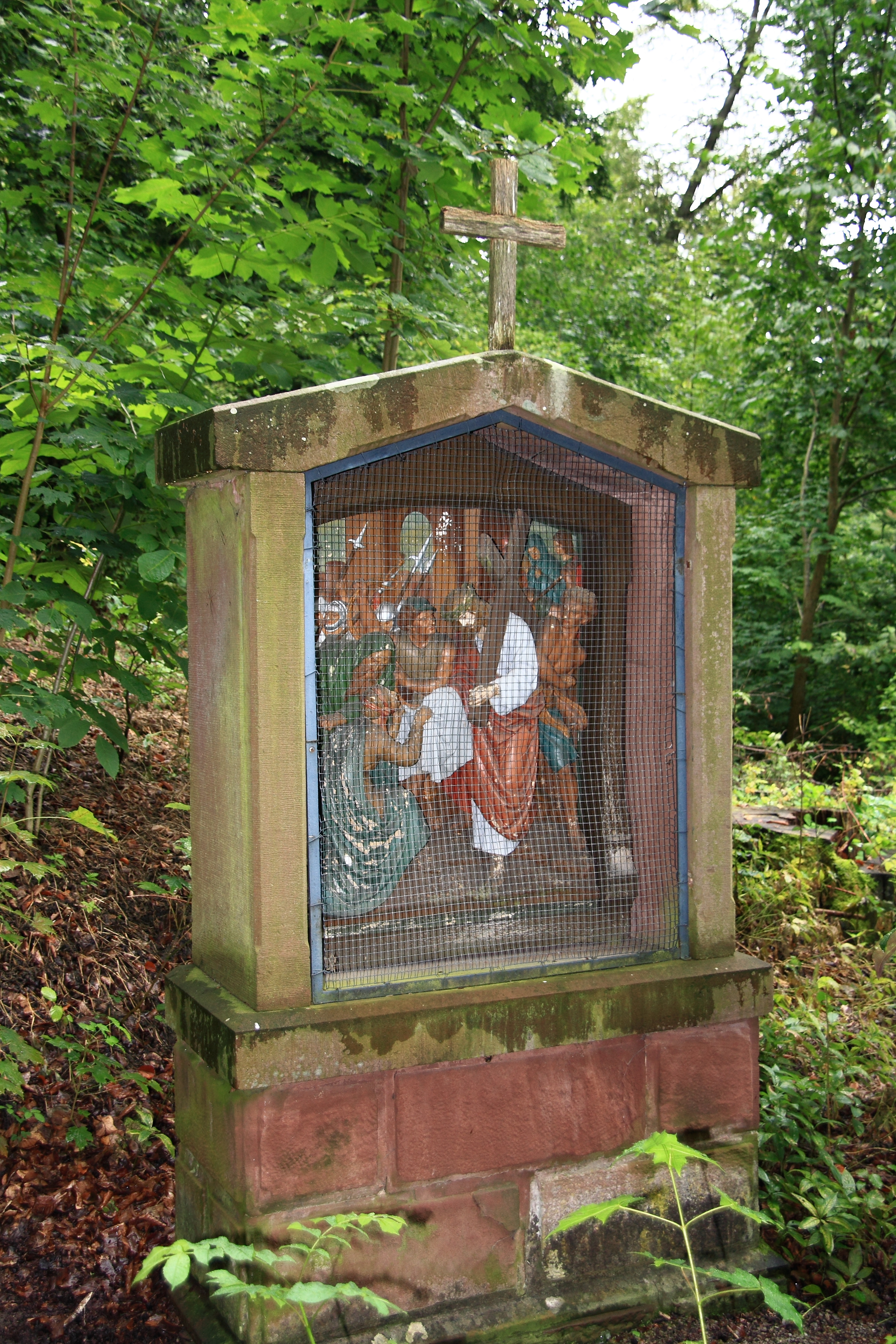
VI. Veronika reicht Jesus das Schweißtuch
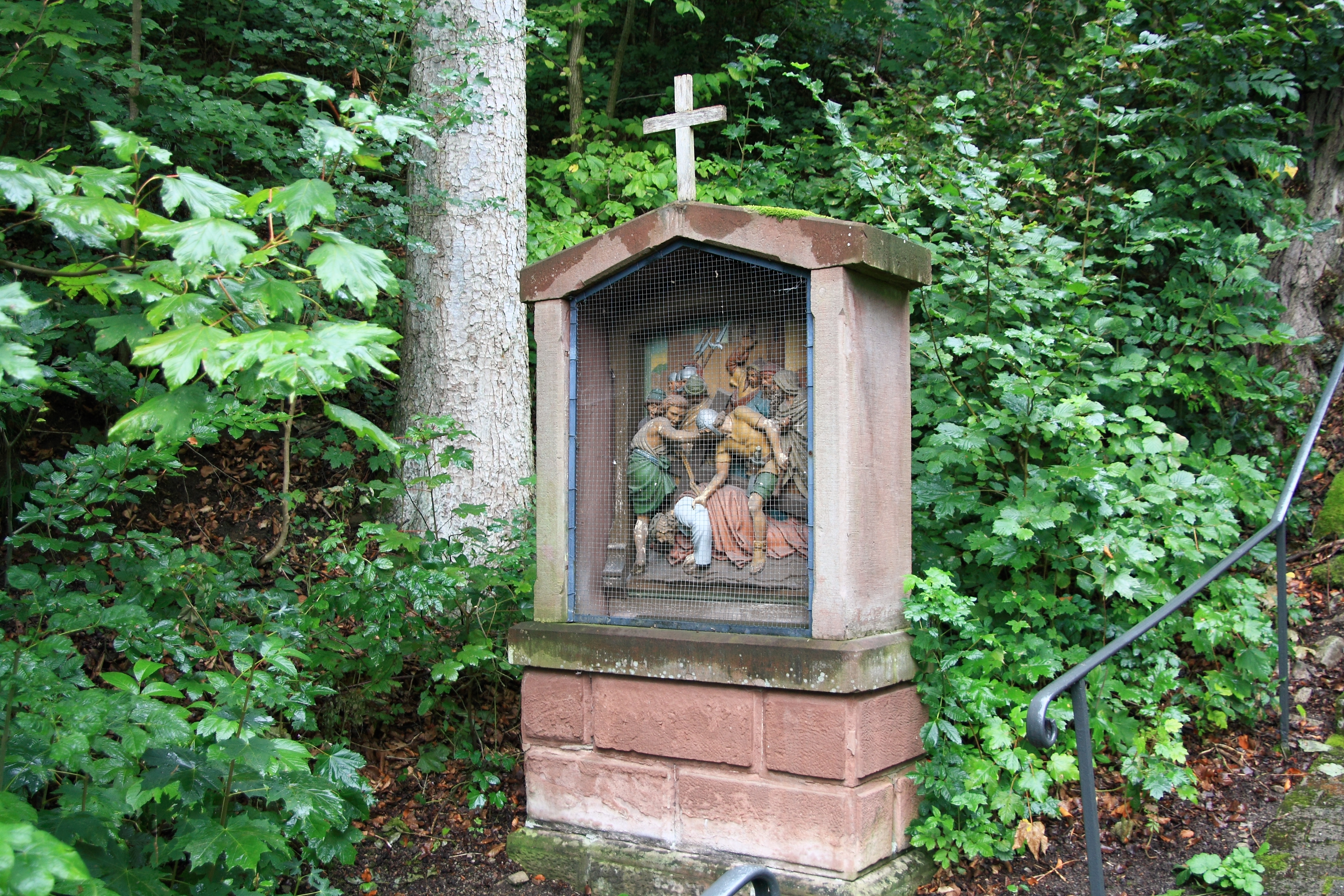
VII. Jesus fällt zum zweiten Mal unter dem Kreuze
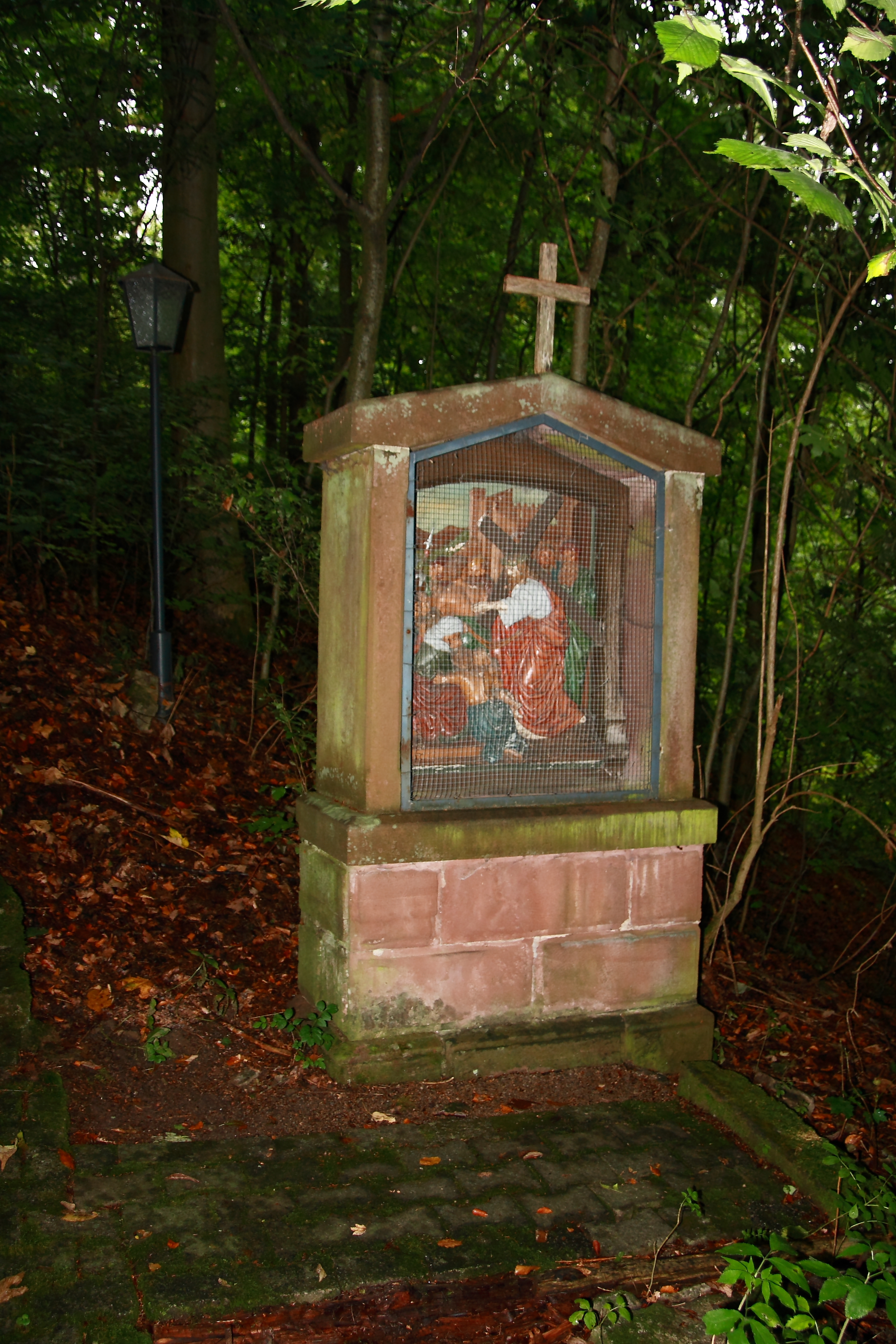
VIII. Jesus tröstet die weinenden Frauen von Jerusalem
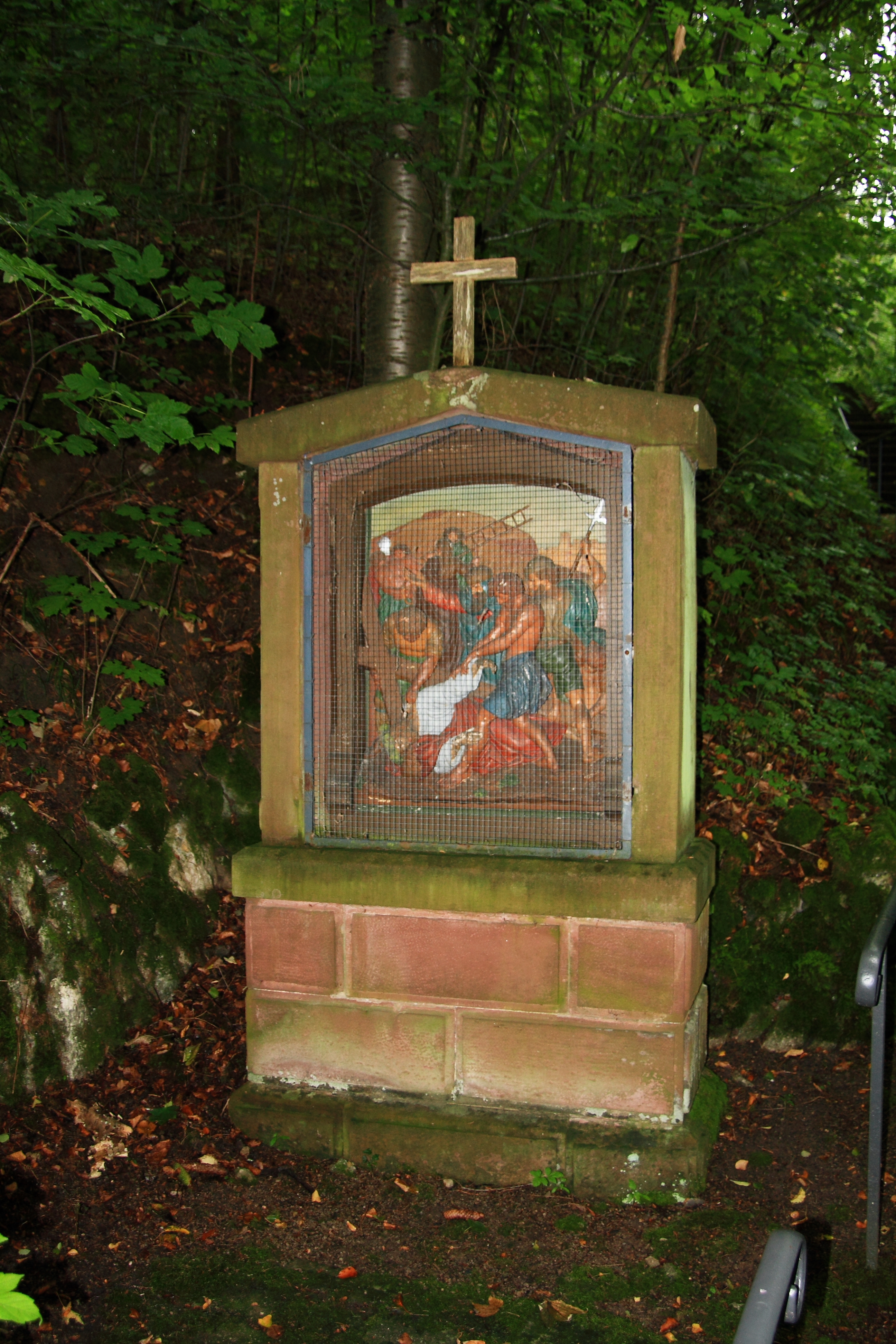
IX. Jesus fällt zum dritten Mal unter dem Kreuze
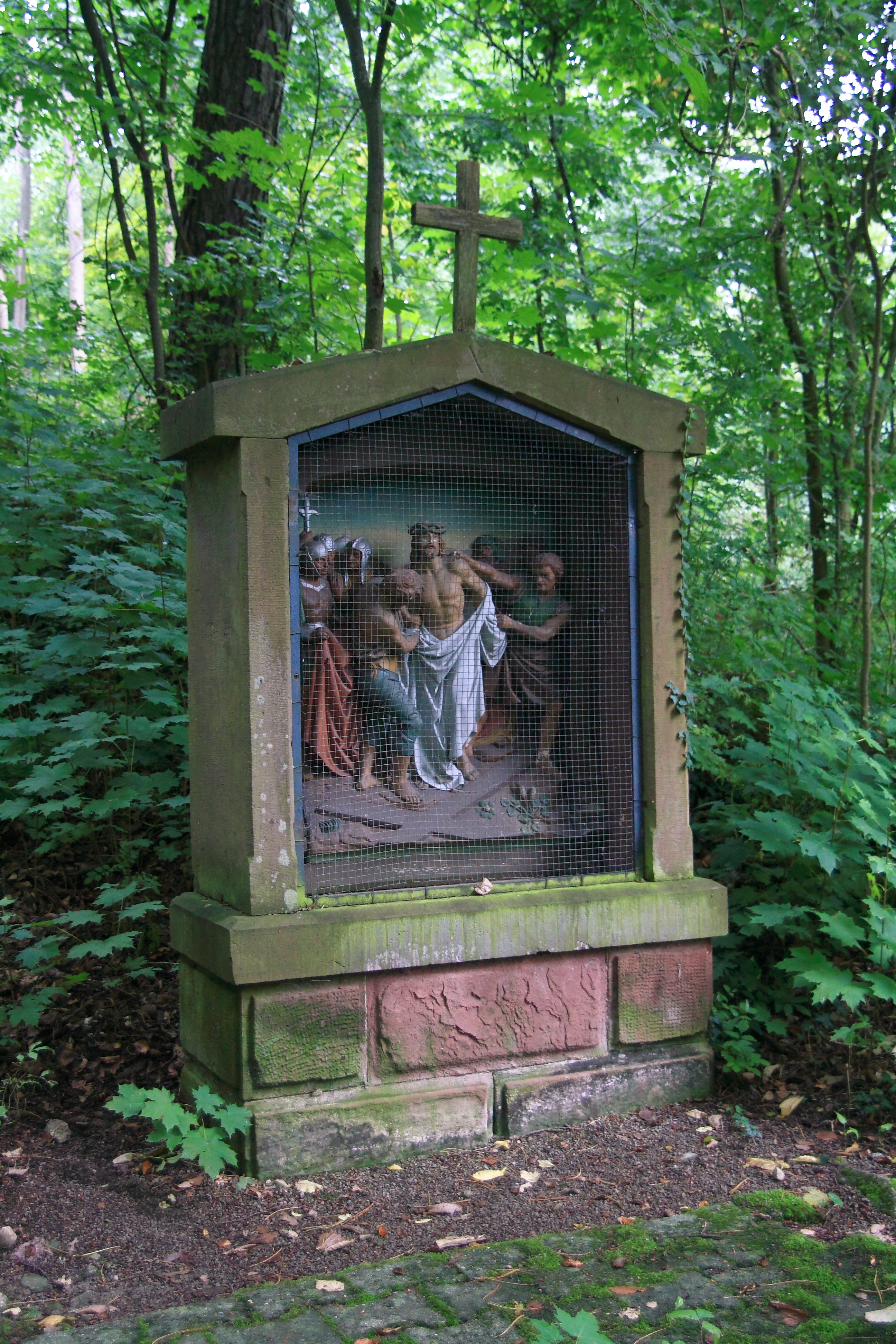
X. Jesus wird seiner Kleider beraubt
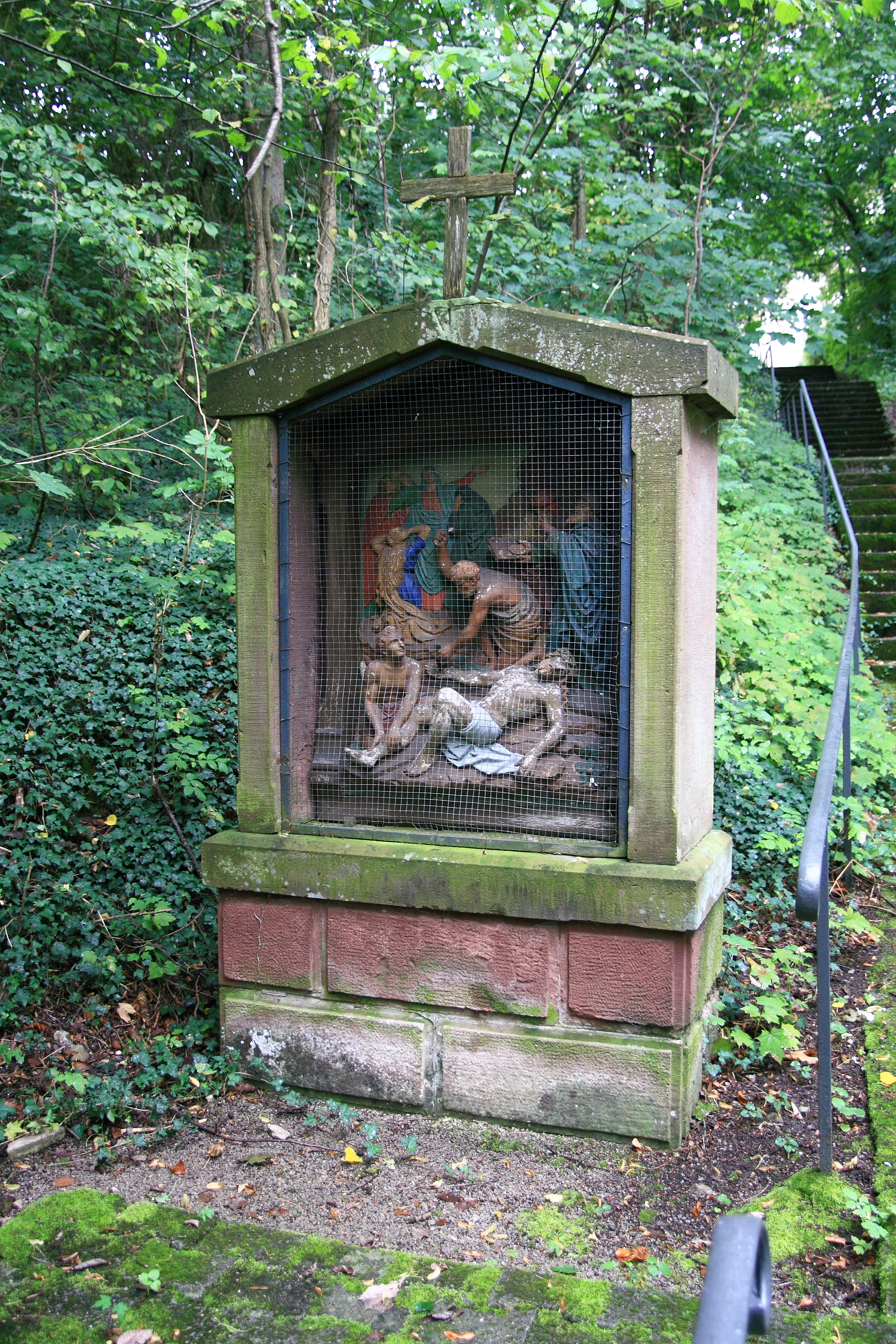
XI. Jesus wird an das Kreuz genagelt
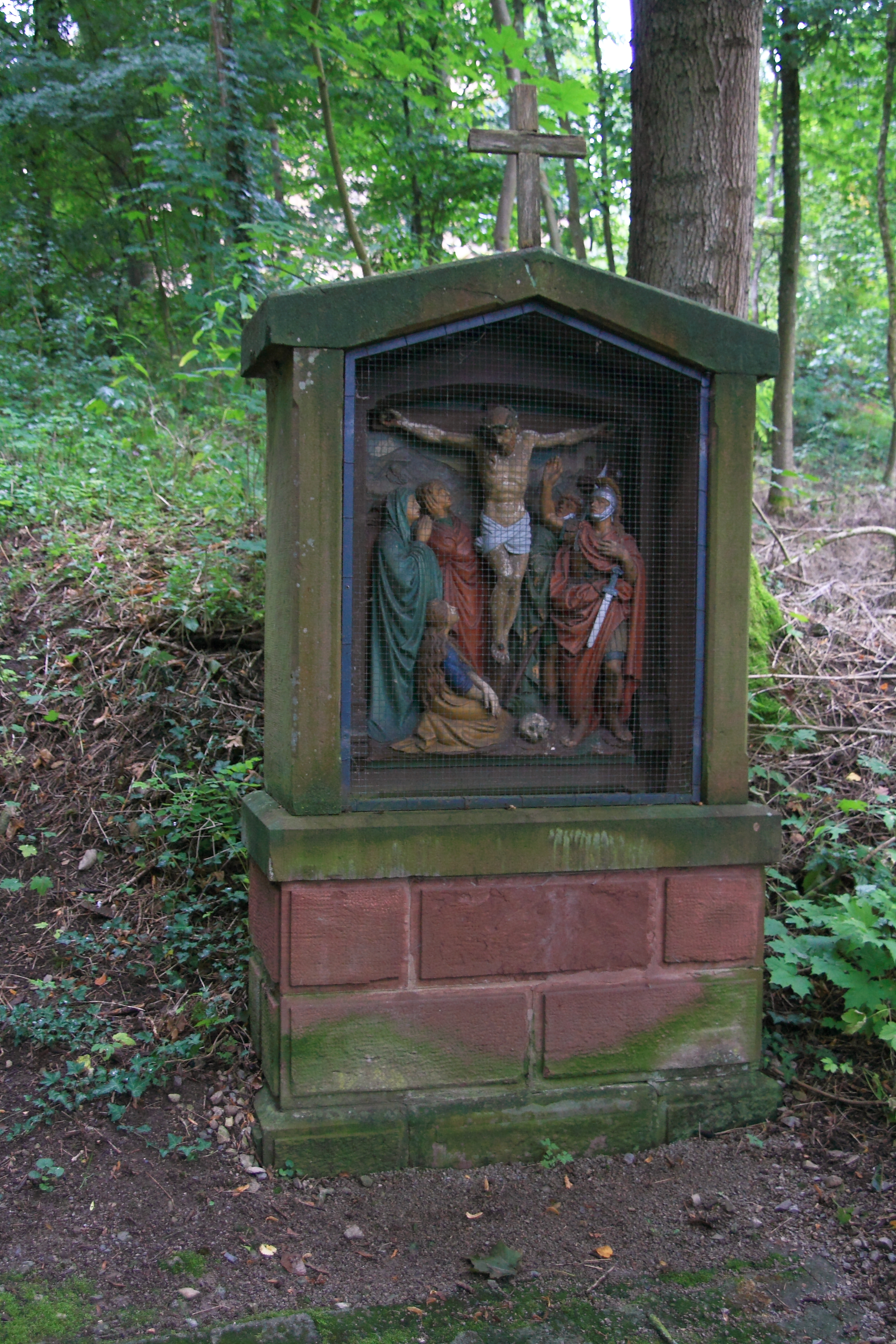
XII. Jesus stirbt am Kreuze
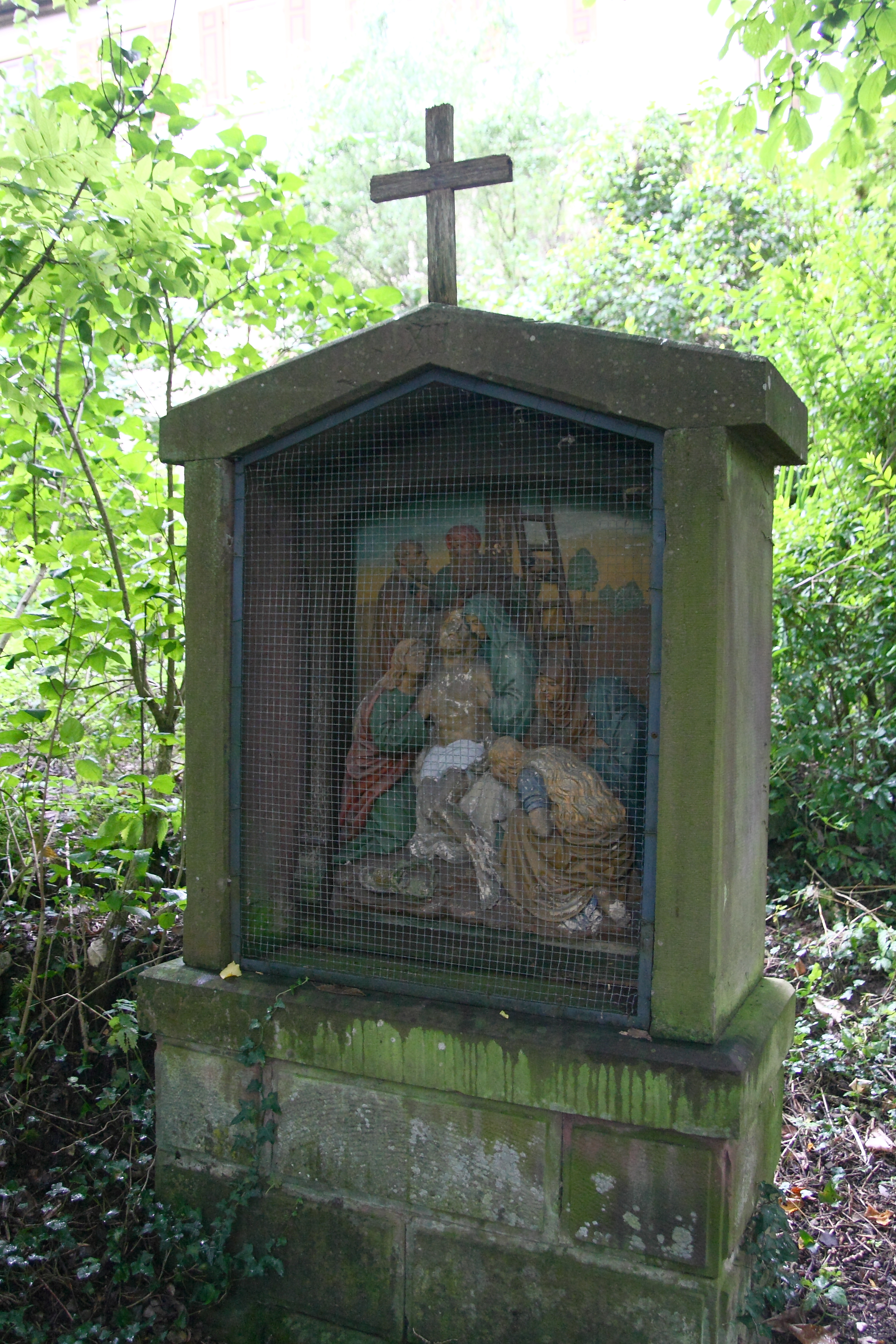
XIII. Der Leichnam Jesu wird vom Kreuze abgenommen
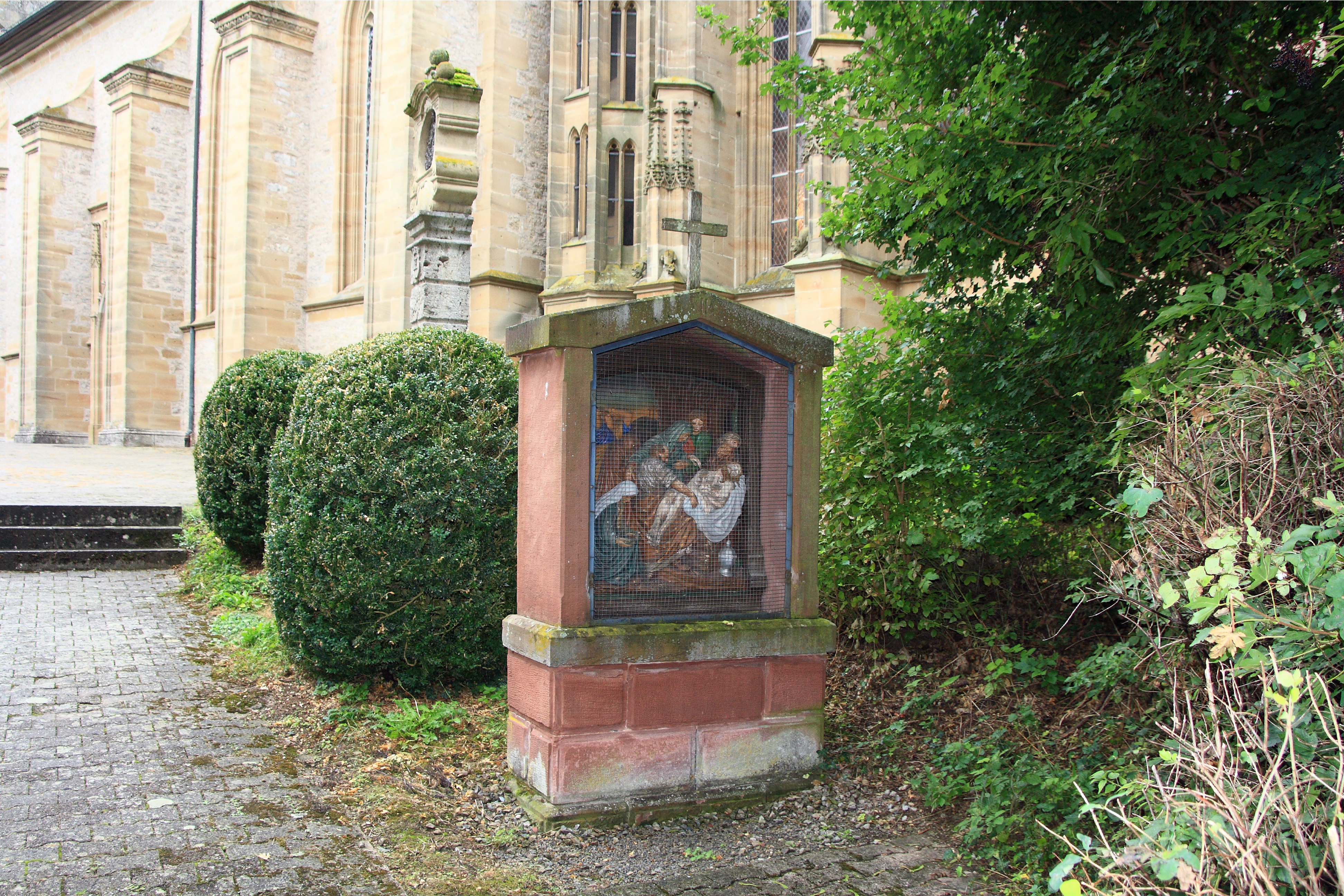
XIV. Jesus wird in das Grab gelegt